# Spinoliella longirostris
Spinoliella longirostris is een vliesvleugelig insect uit de familie Andrenidae. De wetenschappelijke naam van de soort is voor het eerst geldig gepubliceerd in 1995 door Toro.